# ジェフ・コブ
JC マテオ（英語: JC Mateo）のリングネームで知られるジェフリー・コブ（英語: Jeffrey Cobb、1982年7月11日 - ）は、アメリカ合衆国の男性プロレスラー。WWE所属。
ハワイ州ホノルル出身。父方の祖母が熊本出身の日本人。血液型A型。

## 来歴
グアム・アマチュアレスリング・フェデレーション出身。ニール・クランツをコーチとして師事し、レスリングのトレーニングを行う。2004年、アテネオリンピックにてレスリングの男子フリースタイル84kg級にグアム代表として出場するが、キューバのヨエル・ロメロとドイツのダビッド・ビチナシビリに2連敗し、22人中21位の結果に終わる。また、開会式で旗手を務めた。
2009年よりプロレスラーになることを決意し、同年4月6日に地元であるホノルルを拠点とするアクション・ゾーン・レスリング（Action Zone Wrestling、略称 : AZW）にてデビューを果たした。その後、同団体のヘビー級王座を3度戴冠する活躍を見せ、2013年よりアメリカ本土のインディー団体にも参戦し活動域を広げていった。
2015年よりルチャ・アンダーグラウンドと契約。12月12日、オーナーであるダリオ・クエトの弟という体のギミックで登場し、マタンサ・クエト（Matanza Cueto）なる覆面レスラーとしてデビュー。同日に行われた21メン・アズテック・ウォーフェア・マッチを制し、ルチャ・アンダーグラウンド王座を奪取した。
2016年5月20日には、プロレスリング・ゲリラ（Pro Wrestling Guerrilla、略称 : PWG）に初参戦を果たし、クリス・ヒーローと対戦したが、ハングマンズ・エルボーに敗れた。9月には同団体が主催するバトル・オブ・ロサンゼルスに出場したが、一回戦で対戦したリコシェにスモール・パッケージ・ホールドに敗れた。12月16日、マット・リドルと共にヤング・バックス（マット・ジャクソン & ニック・ジャクソン）と対戦し、ノンタイトルマッチながらPWG世界タッグ王者組から勝利を収めた。この一戦を機にリドルとのタッグチーム、チョーズン・ブロス（Chosen Bros）を始動。翌2017年にはアンブレイカブル F'N マシーンズ（マイケル・エルガン & ブライアン・ケイジ）、OI4K（デイブ・クリスト & ジェイク・クリスト）、レッドラゴン（カイル・オライリー & ボビー・フィッシュ）といった強豪タッグチームから勝利。10月20日、PWG世界タッグ王座戦としてルチャ・ブラザーズ（レイ・フェニックス & ペンタ・エル・セロ・ミエド）と対戦。これに勝利を収め同王座を奪取した。
11月6日、新日本プロレスが主催するタッグリーグ戦、WORLD TAG LEAGUEにマイケル・エルガンとのタッグで出場することが明らかとなった。

### 2019年
4月6日（現地時間）、｢G1 SUPERCARD｣の第一試合でNEVER無差別級王座とROH世界TV王座を賭けたタイトルマッチが行われ、ウィル・オスプレイに必殺のツアー・オブ・ジ・アイランドで勝利しROH世界TV王座の防衛に成功すると共に、NEVER無差別級王座を初戴冠。しかし、5月3日福岡大会にてタイチに敗れ、初防衛に失敗した。G1 CLIMAXにも出場し、ジュース・ロビンソン、矢野通、鷹木信悟、タイチから勝利を収めた。
11月、WORLD TAG LEAGUE2019にマイキー・ニコルスとのタッグでエントリー。結果は8勝7敗と勝ち越しでリーグ戦を終了した。

### 2020年
2020年、新型コロナウイルスの影響でしばらく来日できずにいたが、9月のG1 CLIMAX30出場を機に久しぶりに日本のリングに登場した。結果はコブの4勝5敗で、昨年敗れた石井智宏、RPWブリティッシュ・ヘビー級王者のウィル・オスプレイ、前年度準優勝のジェイ・ホワイト、後にNEVER無差別級王者になる鷹木から勝利をあげた。
11月、WORLD TAG LEAGUE2020にてグレート-O-カーンのパートナーXとしてコブが姿を現し、THE EMPIRE加入を表明した。リーグ戦では、G1に引き続き鷹木からツアー・オブ・ジ・アイランドでフォール勝ちを収め、鷹木の保持するNEVER無差別級王座への挑戦を表明した。

### 2021年
1月5日、「WRESTLE KINGDOM 15 in 東京ドーム」で鷹木が持つNEVER無差別級王座に挑戦するも敗れた。
7月25日、オカダ・カズチカとスペシャルシングルマッチで対決し敗れるも、9月4日に行われた同カードでは勝利する。
9月18日から10月21日まで行われたG1 CLIMAX 31ではBブロックに参加。コブも全勝で勝ち進めるものの最終戦でオカダに敗れ、両者ともに勝ち点16で並ぶが、直接対決にてオカダに敗れたため惜しくも決勝戦進出とはならなかった。

### 2022年
4月9日の東京・両国国技館大会においてコブは-O-カーンとのタッグで後藤洋央紀&YOSHI-HASHIを下し、IWGPタッグ王座を初戴冠。

### 2025年
4月19日、東京・後楽園ホール大会で、新日本プロレスでの最後の試合となる、棚橋弘至とのシングルマッチでの対戦を行った。

## 得意技
ツアー・オブ・ジ・アイランド
2022年7月24日のG1 CLIMAX 32で最重量のモンスターレスラーバッドラック・ファレをこの技で仕留めることにも成功した。

## 入場テーマ曲
- Coming Undone / Korn
- Eater Of World / 北村陽之介

## タイトル歴
新日本プロレス
- 第5代NJPW WORLD認定TV王座
- 第24代NEVER無差別級王座
- 第93・95・108代IWGPタッグ王座（w / グレート-O-カーン→カラム・ニューマン）

ROH
- 第21代ROH世界TV王座

PWG
- 第30代PWG世界王座
- 第35代PWG世界タッグ王座（w / マット・リドル）
- バトル・オブ・ロサンゼルス 優勝（2018年）

AZW
- AZWヘビー級王座 : 3回

APW
- APWユニバーサルヘビー級王座 : 1回

CCW
- CCWタッグチーム王座 : 1回（w / ブラスター）

FSP
- FSPヘビー級王座 : 1回

プルミエ・レスリング
- プルミエヘビー級王座 : 1回

ルチャ・アンダーグラウンド
- ルチャ・アンダーグラウンド王座 : 1回

プロレス大賞
- 最優秀タッグチーム賞（w / グレート-O-カーン）（2022年）